# Rezerwat przyrody Przybiernowski Bór Bagienny
Rezerwat przyrody „Przybiernowski Bór Bagienny” – leśny rezerwat przyrody w województwie zachodniopomorskim, w powiecie goleniowskim, gmina Przybiernów, 1,5 km na południe od Buka, 2 km na północ-północny zachód od Trzechela i 4 km na południowy wschód od Czarnogłów.
Został utworzony na mocy Rozporządzenia Nr 15/2004 Wojewody Zachodniopomorskiego z dnia 5 maja 2004 r. na powierzchni 58,99 ha. Obecnie zajmuje 64,23 ha. 
Celem ochrony jest „zachowanie naturalnego ekosystemu boru bagiennego, otaczającego go fragmentu ekosystemu leśnego na siedliskach wilgotnych, ekosystemów bagiennych, zaroślowych oraz fragmentu doliny rzeki Wołczenicy wraz z zachodzącymi w nich procesami fluktuacji, sukcesji i regeneracji”.
Z roślin naczyniowych występują tu takie gatunki chronione, rzadkie i zagrożone jak: wiciokrzew pomorski, widłak jałowcowaty, bagno zwyczajne, bagnica torfowa, gnieźnik leśny, kruszczyk szerokolistny, listera jajowata.
Do ciekawszych przedstawicieli awifauny należą m.in.: bocian czarny, kania czarna, kania ruda, żuraw, dzięcioł czarny, trzmielojad, rybołów i bielik.
Rezerwat leży w granicach obszaru siedliskowego sieci Natura 2000 „Ostoja Goleniowska” PLH320013. Na południu graniczy z zespołem przyrodniczo-krajobrazowym „Dolina rzeki Wołczenicy”, a na południowo-zachodnim krańcu styka się z rezerwatem „Przełom Rzeki Wołczenicy”.
Rezerwat znajduje się na terenie Nadleśnictwa Rokita. Nadzór sprawuje Regionalny Konserwator Przyrody w Szczecinie. Na mocy obowiązującego planu ochrony ustanowionego w 2010 roku (z późniejszymi zmianami), obszar rezerwatu objęty jest ochroną czynną. Inicjatorem jego utworzenia był nadleśniczy Tomasz Szeszycki.